# Yolanda González Hernández
Yolanda Eugenia González Hernández (San Luis Potosí, San Luis Potosí; 1 de enero de 1956) es una política mexicana, miembro del Partido Revolucionario Institucional. Ha sido diputada al Congreso de su estado, diputada federal y senadora.

## Biografía
Yolanda González Hernández es pasante de licenciatura en Contaduría Pública por el Instituto Tecnológico de Estudios Superiores Potosino. Es miembro activo del PRI desde 1971, donde ha tenido una dilatada carrera política como funcionaria en la estructura del partido y en la Federación de Sindicatos de Trabajadores al Servicio del Estado (FSTSE). 
De 1974 a 1984 fue secretaria general del Sindicato de la Comisión Nacional de Zonas Áridas, de 1978 a 1981 secretaria de Finanzas de la FSTSE, en 1982 ingresó al comité estatal del PRI, donde fue secretaria de Promoción y Gestoría en 1982, de Acción Electoral de 1983 a 1985 y secretaria general de 1984 a 1989. Además fue secretaria general de la FSTSE en San Luis Potosí de 1984 a 1987.
En el mismo periodo, 1984 a 1987, fue por primera ocasión diputada al Congreso del Estado de San Luis Potosí, ejerciendo en la LI Legislatura, en la que fungió como presidenta de la comisión de Hacienda y Programación del Presupuesto; y secretaria de la primera comisión de Presupuesto Municipal.
De 1986 a 1989 fue secretaria general de la comisión de pensionados y jubilados del Comité Ejecutivo Nacional del PRI, de 1987 a 1989 secretaria de Organización de la Confederación Nacional de Organizaciones Populares (CNOP) y de 1989 a 1993 secretaria general del Frente de Organizaciones y Ciudadanos de la misma CNOP.
DE 1990 a 1993 fue por segunda ocasión diputada al Congreso del Estado, esta vez en la LIII Legislatura y en la que ocupó los cargos de presidenta de la comisión de Presupuesto Municipal y Vigilancia; y secretaria de la comisión de Hacienda y Programación de Presupuesto. 
Al término de dicho cargo, de 1994 a 1994 fue subsecretaria de Gobernación del gobierno del estado de San Luis Potosí, en la administración del gobernador Horacio Sánchez Unzueta. De 1994 a 1997 fue diputada federal por el distrito 6 de San Luis Potosí a la LVI Legislatura.
De 1995 a 1999 fue presidenta del comité estatal del PRI en San Luis Potosí y consejera política nacional del partido. Renunció al cargo al ser postulada en 2000 candidata a senadora en primera fórmula, no logró el triunfo por lo que correspondió la senaduría de primera minoría para las Legislaturas LVIII y LIX que concluyeron en 2006 y en las que fue secretaria de la mesa directiva del Senado.
El 22 de noviembre de 2017 fue nombrada delegada del comité ejecutivo nacional del PRI en Tlaxcala.